# Holcobius insignis
Holcobius insignis är en skalbaggsart som beskrevs av Perkins 1910. Holcobius insignis ingår i släktet Holcobius och familjen trägnagare. Inga underarter finns listade i Catalogue of Life.